# Verona Rupes
Verona Rupes är en stor klippa på Miranda, en av Uranus månar. Med en höjd på cirka 19,3 km är den den högsta klippan i solsystemet, tio gånger högre än Grand Canyon är djup. Det vita som syns på toppen av klippan är troligtvis mest bara is.
Eftersom denna struktur som finns på den lilla månen Miranda är så stor jämfört med månen själv tror man att månen kan ha bildats på ett ovanligt sätt. En av teorierna är att månen först delats i två delar och sedan smält samman igen.

## Trivia
Om en människa hoppade ut ifrån klippan, så skulle det ta 12 minuter att nå marken på grund av Mirandas svaga gravitation, ungefär 1/120 av jorden. Fallet skulle ändå vara dödande, man skulle slå i marken i ungefär 200 km/h.  På jorden skulle samma effekt uppnås av ett fall på endast 160 m vilket tar mindre än 6 s om man bortser från luftmotståndet.